# Radio Elche
Radio Elche es la emisora decana de la ciudad de Elche. Su fundador, José Garrigós Espino, obtuvo la concesión e inició sus emisiones en abril de 1934. La emisora, a la que se le asignó el indicativo EAJ-53, formó parte del grupo de las emisoras pioneras de la Radiodifusión en España. Desde sus inicios, se constituyó en un punto de encuentro de la sociedad ilicitana, destacando el espacio informativo Silueta de la Ciudad, que José Garrigós creó y estuvo realizando hasta su fallecimiento en 1961. Radio Elche mantuvo abiertas sus emisiones durante la Guerra Civil, informando del desarrollo de la contienda. Finalizada la misma, la emisora normaliza su programación. En 1942 inicia las retransmisiones del Misterio de Elche. En 1990, siendo director Juan Garrigós, Radio Elche pasó a formar parte de la Cadena SER en calidad de emisora asociada como Radio Elche Cadena SER incorporando a su antena LOS40. En 2014 se inauguró su nuevo edificio, que alberga su Colección Histórica En la actualidad, Marcelo Garrigós, nieto del fundador, es el director.

## Historia
En diciembre de 1933, José Garrigós obtiene una licencia provisional para instalar una emisora de radio en Elche a la que se asigna el indicativo “Radio Elche EAJ-53”, iniciando en abril de 1934 las emisiones en pruebas. Finalizadas las mismas se concede autorización definitiva, procediéndose a la inauguración oficial de la emisora, el domingo 3 de junio de 1934, en el mismo emplazamiento que ocupa en la actualidad en la calle del Doctor Caro de la ciudad de Elche. Se iniciaron las emisiones con la marcha del maestro Alfredo Javaloyes “El abanico”, que fue durante muchos años la sintonía de apertura con la que cada día comenzaba a emitir Radio Elche EAJ-53.
Al producirse el estallido de la Guerra Civil en julio de 1936, las emisoras de radiodifusión en funcionamiento en aquel momento fueron intervenidas inmediatamente por las autoridades político-militares de cada uno de los bandos contendientes.
Sus antenas son utilizadas para difundir noticias sobre el desarrollo de la contienda de acuerdo con sus intereses estratégicos y propagandísticos, emitiendo discursos, bandos, consignas y partes de guerra, que mantienen convenientemente informada a la población sobre los acontecimientos que se vienen produciendo.
Las emisoras están obligadas a conectar con una cabecera de cadena que suministra las informaciones, que son radiadas junto con los espacios locales.
Radio Elche, bajo el control de las autoridades políticas de nuestra ciudad, conecta diariamente con Unión Radio Valencia para radiar el Diario Hablado del Gobierno de la República “La Palabra” y con Unión Radio de Madrid que facilita el “Parte oficial de guerra”.
Durante la guerra, José Garrigós, fundador y director de la emisora, continúa prestando servicios en la misma, y anotando en el “Diario de Emisiones” los contenidos emitidos día a día, durante un largo período de la contienda. Este diario se conserva hoy en la Colección Histórica

## Frecuencias
Desde el edificio de Radio Elche  emiten sus programaciones las diferentes emisoras del Grupo Prisa en las siguientes frecuencias:
| Emisora                           | Frecuencia |
| Radio Elche (onda media)          | 1539 AM    |
| Radio Elche (frecuencia modulada) | 99.1 FM    |
| Los 40 Classic                    | - FM       |
| Los 40                            | 94.8 FM    |
| Cadena Dial                       | 107.5 FM   |
| Radiolé                           | - FM       |
| Los 40 Dance                      | - FM       |
| Los 40 Urban                      | - FM       |

| Emisora        | Frecuencia                |
| Radio Alcoy    | 100.8 MHz- FM y 1485 - AM |
| Radio Alicante | 91.7 - FM y 1008 AM       |
| Radio Benidorm | 103.8 - FM                |
| Radio Denia    | 92.5 - FM                 |
| Radio Elda     | 90.2 - FM                 |
| Radio Orihuela | 90.5 - FM                 |
| Radio Villena  | 87.8 - FM                 |